# Batalha de Heavenfield
A Batalha de Heavenfield foi travada em 633 ou 634 entre um exército Nortumbriano sob Osvaldo de Bernícia e um exército galês sob Cadwallon ap Cadfan de Gwynedd. A batalha resultou em uma vitória decisiva da Nortúmbria. Os Annales Cambriae (Anais do País de Gales) registram a batalha como Bellum Cantscaul em 631. Beda se referiu a ela como a Batalha de Deniseburna perto de Hefenfelth.

## Fundo
Uma aliança entre Cadwallon de Gwynedd e o rei Penda de Mércia levou a uma invasão da Nortúmbria. Esta foi uma estranha aliança entre um rei cristão de descendência britônica e um rei pagão de descendência anglicana. Na Batalha de Hatfield Chase em 12 de outubro de 633, os invasores galeses e mercianos mataram o rei da Nortúmbria Eduíno e a Nortúmbria foi dividida entre seus dois sub-reinos, Bernícia e Deira. O exército de Cadwallon devastou Nortúmbria.
Eanfrith, que havia sido exilado sob Edwin, tornou-se rei da Bernícia, enquanto Deira era governada por Osric, um primo de Edwin. O reinado de Eanfrith foi curto, pois ele foi morto por Cadwallon enquanto tentava negociar a paz. De acordo com Beda, Osric foi morto por Cadwallon enquanto tentava sitiá-lo. O irmão de Eanfrith, Oswald, então retornou de dezessete anos de exílio em Dál Riata para reivindicar a coroa da Nortúmbria. No entanto, a ameaça de Cadwallon permaneceu e Oswald teve que levantar um exército o mais rápido possível para lidar com sua força invasora.

## A batalha
Parece que o exército galês avançou para o norte de York ao longo da linha de Dere Street. Oswald, que pode ter sido acompanhado por uma força de escoceses, assumiu uma posição defensiva ao lado da Muralha Romana, cerca 4 mi (6 km) ao norte de Hexham. Alegou-se que na noite anterior à batalha, Osvaldo teve uma visão de São Columba, na qual o santo predisse que Osvaldo seria vitorioso. Oswald colocou seu exército de modo que estivesse voltado para o leste, com seus flancos protegidos pelo Crag de Brady ao norte e pela Muralha ao sul. Segundo Beda, Osvaldo ergueu uma cruz e rezou pela vitória ao lado de suas tropas.
Acredita-se que os galeses tinham um número maior, mas eles foram forçados a atacar do leste ao longo da frente estreita entre a Muralha e o Rochedo de Brady, onde foram cercados e incapazes de flanquear os nortumbrianos. Não se sabe quanto tempo durou a batalha ou quais foram as perdas, mas a linha galesa finalmente quebrou. Isso deu início a uma fuga precipitada para o sul pelos galeses, perseguidos pelos vingativos nortumbrianos. Muitos soldados galeses foram mortos enquanto corriam e, de acordo com Bede, Cadwallon foi pego por volta de 16 km ao sul de Heavenfield e morto em um lugar chamado Denisesburna ('Brook of Denisus'), agora identificado como Rowley Burn (às vezes Rowley Brook) perto da Capela Whitley.
A batalha foi uma vitória decisiva para Oswald, e era provável que as perdas galesas fossem substanciais. Depois, o principal local de batalha era conhecido como Heavenfield (Heofenfeld).

## Consequências
Após a batalha, Oswald reuniu Deira com Bernícia e tornou-se rei de toda a Nortúmbria. Beda acreditava que a importância da batalha era que ela restaurou o cristianismo na Nortúmbria. Oswald passou oito anos no trono da Nortúmbria antes de ser morto na Batalha de Maserfield. Oswald foi sucedido como rei da Nortúmbria por seu irmão Osvio.

## O sítio hoje

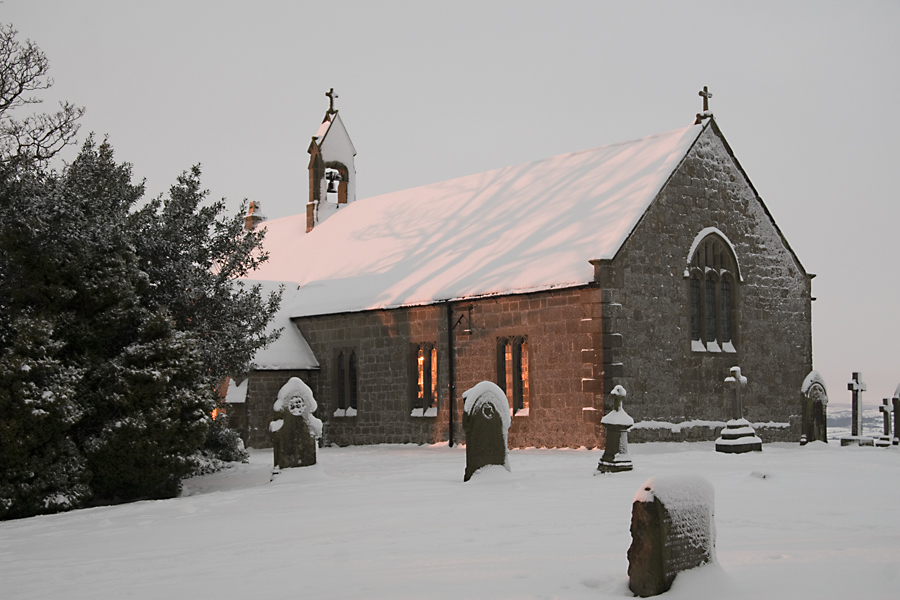
Igreja de St Oswald, Heavenfield

A estrada a leste de Chollerford que corre ao longo da Muralha Romana (B6318) tem uma cruz de madeira ao lado para marcar o local da Batalha de Heavenfield. Na colina ao norte da cruz fica a Igreja de São Oswald, Heavenfield, marcando o local onde se acreditava que Oswald ergueu seu estandarte de batalha. O site está em torno de 4,5 km a leste do rio North Tyne.
Outra possibilidade é perto de Devil's Water, segundo Max Adams; Beda nomeia o local como Denisesburn, agora conhecido por estar perto de Devil's Water, por uma carta de 1233 para Thomas de Whittington descoberta em 1864 (Tom Corfe, 1997). Adams postula que a batalha começou na margem leste da Água do Diabo, movendo-se para o vau em Peth Foot.